# Ingemar Grunditz
Bertil Olger Ingemar Grunditz, född 24 november 1917 i Ystads församling i Malmöhus län, död 5 juni 2000 i Huddinge församling i Stockholms län, var en svensk militär.

## Biografi
Grunditz avlade officersexamen vid Krigsskolan 1943 och utnämndes samma år till fänrik vid Kronobergs regemente, där han befordrades till löjtnant 1945 och till kapten 1955. Åren 1957–1960 var han sektionschef vid staben i III. militärområdet, varpå han 1960–1961 tjänstgjorde vid Jämtlands fältjägarregemente. Han befordrades 1961 till major och tjänstgjorde 1961–1963 vid Norrbottens regemente samt 1963–1964 som chef för Arméns skyddsskola. År 1964 befordrades han till överstelöjtnant och var 1964–1966 stabschef i III. militärområdet samt sektionschef vid staben i Västra militärområdet 1966–1971, befordrad till överste 1970. Han var chef för Norrbottens regemente 1971–1973 och försvarsområdesbefälhavare för Härnösands försvarsområde 1973–1974. År 1974 befordrades han till överste av första graden, varefter han 1974–1977 var befälhavare för Västernorrlands försvarsområde och chef för Västernorrlands regemente.

### Utmärkelser
- Riddare av första klass av Svärdsorden, 1962.[4]
- Kommendör av Svärdsorden, 1974.[5]